# Peter Zaremba
Peter Zaremba (Peter Timothy „Pete“ Zaremba; * 7. April 1909 in Aliquippa, Pennsylvania; † 17. September 1994 in Kingwood, Texas) war ein US-amerikanischer Hammerwerfer.
Bei den Olympischen Spielen 1932 in Los Angeles gewann er mit 50,33 m die Bronzemedaille hinter dem Iren Pat O’Callaghan (53,92 m) und dem Finnen Ville Pörhölä (52,27 m). 
1932 und 1934 wurde er US-Vizemeister. Seine persönliche Bestleistung von 51,98 m stellte er am 2. Juli 1932 in Berkeley auf.